# مازن مطبقاني
مازن مُطَبَّقاني (ولد 1369 هـ / 1950 م) مفكر وكاتب ومترجم سعودي، له عناية خاصَّة بدراسة الاستشراق. صدر له العديد من المؤلفات منها: "من آفاق الاستشراق الأمريكي المعاصر"، و"رحلاتي إلى مشرق الشمس: اليابان، هونج كونج، ماليزيا، كوريا".

## سيرته
وُلد مازن بن صلاح مُطَبَّقاني في مدينة الكرك بالأردن، في 3 جُمادى الآخرة 1369هـ الموافق 22 مارس (آذار) 1950م.
حصل على الإجازة (بكالوريوس) في التاريخ من جامعة الملك عبد العزيز عام 1397هـ، ثم على على شهادة (ماجستير) في التاريخ من جامعة الملك عبد العزيز عام 1406هـ. ثم على شهادة (دكتوراه) في الدراسات الإسلامية عند المستشرقين من كلية الدعوة في المدينة المنورة بجامعة الإمام محمد بن سعود الإسلامية، عام 1414هـ.

## آثاره

### المؤلفات
| الكتاب                                                                                         | تاريخ | ملاحظات |
| ---------------------------------------------------------------------------------------------- | ----- | ------- |
| جمعية العلماء المسلمين الجزائريين ودورها في الحركة الوطنية الجزائرية (1349-1358هـ)(1931-1939م) | 1988  | [ 4 ]   |
| المغرب العربي بين الاستعمار و الاستشراق                                                        | 1989  | [ 5 ]   |
| عبد الحميد بن باديس: العالم الرباني والزعيم السياسي                                            | 1989  |         |
| من آفاق الاستشراق الأمريكي المعاصر                                                             | 1989  | [ 6 ]   |
| نبش الهذيان من تاريخ جورجي زيدان. تأليف: أمين بن حسن حلواني المدني (تحقيق)                     | 1989  | [ 7 ]   |
| الغرب في مواجهة الإسلام: معالم ووثائق جديدة                                                    | 1990  | [ 8 ]   |
| الاستشراق والاتجاهات الفكرية في التاريخ الإسلامي: دراسة تطبيقية على كتابات برنارد لويس         | 1995  | [ 9 ]   |
| الغرب من الداخل: دراسة للظواهر الاجتماعية                                                      | 1997  |         |
| بحوث في الاستشراق الأمريكي المعاصر                                                             | 2000  |         |
| كيف تصبح كاتباً صحفياً                                                                           | 2004  | [ 10 ]  |
| رحلاتي إلى أمريكا: ملاحظات ومشاهدات وذكريات                                                    | 2005  |         |
| الجنادرية: مهرجان الثقافة والفكر: ملاحظات ومشاهدات وتعليقات وذكريات                            | 2005  |         |
| رحلاتي إلى مشرق الشمس: اليابان - هونج كونج - ماليزيا - كوريا                                   | 2011  | [ 11 ]  |

### الترجمات
| الكتاب                                                          | المؤلف          | تاريخ | ملاحظات |
| --------------------------------------------------------------- | --------------- | ----- | ------- |
| أصول التنصير في الخليج العربي: دراسة ميدانية وثائقية            | اتش كونوي زيقلر | 1990  | [ 12 ]  |
| المسار الفكري للاستشراق                                         | آصف حسين        | 1992  |         |
| صراع الغرب مع الإسلام: استعراض للعداء التقليدي للإسلام في الغرب | آصف حسين        | 1999  |         |